# Paxillus
Genre
Synonymes
- Parapaxillus Singer[1]
- Paxillopsis E.-J. Gilbert[1]
- Rhymovis Pers. ex Rabenh.[1]
- Ruthea Opat.[1]

Paxillus est un genre de champignons basidiomycètes de la famille des Paxillaceae. Il comprend une partie des espèces appelées en français « paxilles », les autres ayant été transférées dans d'autres genres.

## Liste des espèces
Selon Index Fungorum (21 avril 2020) :
- Paxillus adelphus J.-P. Chaumeton, Gryta, Jargeat & P.-A. Moreau 2016
- Paxillus albidulus Šutara 1992
- Paxillus amarellus (Pers.) Quél. 1886
- Paxillus amazonicus Singer 1989
- Paxillus ammoniavirescens Contu & Dessì 1999
- Paxillus argentinus Speg. 1898
- Paxillus atraetopus Kalchbr. 1878
- Paxillus aurantiacus Ellis 1882
- Paxillus aureus Lloyd 1916
- Paxillus brondaei (Laterrade) Sacc. & P. Syd. 1899
- Paxillus brunneotomentosus Heinem. & Rammeloo 1985
- Paxillus cantharelloides Henn. 1899
- Paxillus chalybaeus E. Horak 1980
- Paxillus coffeaceus Velen. 1939
- Paxillus crassus Fr. 1874
- Paxillus cuprinus Jargeat, Gryta, J.-P. Chaumeton & Vizzini 2014
- Paxillus defibulatus Singer 1952
- Paxillus eucalyptorum Berk. 1845
- Paxillus extenuatus Fr. 1838
- Paxillus fasciculatus Pegler 1982
- Paxillus fechtneri (Velen.) Velen. 1939
- Paxillus filamentosus (Scop.) Fr. 1838
- Paxillus flavidus Berk. 1847
- Paxillus griseotomentosus Secr. ex Fr. 1838
- Paxillus guttatus Singer 1961
- Paxillus gymnopus C. Hahn 1996
- Paxillus hirsutus Peck 1879
- Paxillus hirtulus F. Muell. 1883
- Paxillus hortensis Velen. 1939
- Paxillus ianthinophyllus Bres. 1926
- Paxillus intermedius A. Blytt 1905
- Paxillus involutus (Batsch) Fr. 1838
- Paxillus ionipus Quél. 1888
- Paxillus lacunosus Fr. 1838
- Paxillus laetipes Schulzer 1875
- Paxillus leoninus Velen. 1947
- Paxillus leptopus Fr. 1857
- Paxillus ligneus Berk. & M.A. Curtis 1867
- Paxillus lividus Cooke 1887
- Paxillus maculatus Velen. 1939
- Paxillus microsporus Peck 1912
- Paxillus minutesquamulosus E. Horak 1980
- Paxillus nigricans Velen. 1920
- Paxillus nitens Lambotte 1880
- Paxillus obscurisporus C. Hahn 1999
- Paxillus ochraceus T.H. Li & Watling 1999
- Paxillus odoratus Velen. 1922
- Paxillus olivellus P.-A. Moreau, J.-P. Chaumeton, Gryta & Jargeat 2016
- Paxillus orcelloides Cooke & Massee 1887
- Paxillus orientalis Gelardi, Vizzini, E. Horak & G. Wu 2013
- Paxillus osteopaeon Massee 1899
- Paxillus pahangensis Corner 1971
- Paxillus pinguis Hook. f. 1851
- Paxillus piperatus Heinem. & Rammeloo 1985
- Paxillus prostibilis Britzelm. 1885
- Paxillus pubescens Ellis 1876
- Paxillus revolutus Cooke 1887
- Paxillus rhytidophyllus M. Zang 1978
- Paxillus robiniae Velen. 1947
- Paxillus rubicundulus P.D. Orton 1969
- Paxillus rudis Berk. & M.A. Curtis 1859
- Paxillus scleropus Rick 1961
- Paxillus serbicus (Pilát) Singer 1973
- Paxillus simulans Peck 1887
- Paxillus solidus Ravenel 1853
- Paxillus sordarius (Pers.) Fr. 1838
- Paxillus squamosus (Velen.) Velen. 1939
- Paxillus strigosus Peck 1874
- Paxillus tigrinoides Sacc. 1916
- Paxillus validus C. Hahn 1999
- Paxillus velenovskyi Pilát 1925
- Paxillus vernalis Watling 1969
- Paxillus yunnanensis M. Zang 1978
- Paxillus zerovae Wasser 1973